# Walter Vincenti
Walter Guido Vincenti (* 20. April 1917 in Baltimore; † 11. Oktober 2019 in Palo Alto) war ein US-amerikanischer Ingenieur (Aerodynamik) und Hochschullehrer an der Stanford University.
Vincenti studierte Maschinenbau an der Stanford University mit dem Abschluss 1940 und arbeitete dann am späteren Ames Research Center, wo er Windtunnel für Überschallflug und mathematische Modelle für den Überschallflug entwickelte. 1957 wurde von Frederick Terman als Dekan der Ingenieursschule der Stanford University an die Universität geholt, um mit einer vollen Professur die Aeronautik an der Universität neu zu beleben. Ebenfalls in den 1950er Jahren – als er mit einem Rockefeller Public Service Award  1956 in Cambridge war – befasste er sich mit Wiedereintritt von Raumfahrzeugen in die Erdatmosphäre und die zugehörige Gasdynamik.
Später interessierte er sich für Wissenschafts- und Technikgeschichte und war 1971 in Stanford einer der Gründer des interdisziplinären Programms Science, Technology and Society. 1998 erhielt er für Beiträge zur Technikgeschichte die Leonardo da Vinci Medal der Society for the History of Technology. 1990 erschien von ihm ein Buch zur Epistemologie der Technik.
1951 wurde er Fellow des American Institute of Aeronautics and Astronautics, 1987 Mitglied der National Academy of Engineering. 2016 erhielt er die Daniel Guggenheim Medal.

## Schriften
- mit Charles H. Kruger: Introduction to Physical Gas Dynamics, Wiley 1965
- What Engineers Know and How They Know It: Analytical Studies from Aeronautical History, Johns Hopkins University Press 1990